# Bellsund
Der Bellsund ist – dem Namen nach – ein Sund in Spitzbergen auf Svalbard. Genauer wäre aber die Bezeichnung als Eingang eines größeren Fjordsystems auf der Westseite der Insel Spitzbergen. Die Ostseite mündet in die Grönlandsee, die Westseite teilt sich in zwei große Fjorde auf, den Van Mijenfjord im Norden, der von der Insel Akseløya abgegrenzt wird, und den südlichen, der sich wiederum in zwei Fjorde, den größeren, östlichen Van Keulenfjord und den kurzen Recherchefjord aufteilt.
Im Norden des Bellsund liegt die Halbinsel Nordenskiöld-Land, im Süden liegt Wedel-Jarlsberg-Land.
Der Name Bellsund geht auf Jonas Poole zurück und leitet sich vom Klokkefjellet ab, einem glockenförmigen Berg am Eingang des Bellsund. Klokke (norwegisch) und Bell (englisch) bedeuten beide Glocke. Auf fast allen Karten seit dem Beginn des 17. Jahrhunderts wurde eine Variante dieses Namens verwendet – entsprechend den frühen, unkoordinierten Kartographierungen in Svalbard (siehe dazu den Hauptartikel Spitzbergen) – in verschiedenen Sprachen und Formen.